# Mas Valls de la Bassa
El Mas Valls de la Bassa és una obra de Rupià (Baix Empordà) protegida com a Bé Cultural d'Interès Local.

## Descripció
Mas de planta rectangular amb teulada a doble vessant cap a les façanes laterals. La volumetria del mas és de planta baixa i dos pisos, a excepció d'un cos adossat a la part posterior, de planta baixa i pis, amb coberta a una aigua cap a la mateixa façana posterior. Té les façanes sense arrebossar, amb la pedra, llindes i muntants d'obertures vistos.
Ha estat arranjada per tal de fer-la habitable. S'hi poden distingir algunes ampliacions a la planta baixa, adossades al mas, que corresponen a una barbacoa i a uns coberts per a maquinària. Aquestes ampliacions tenen una coberta de fibrociment a una aigua. Segons el testimoni d'alguns veïns sabem que can Valls era l'antic molí del poble del qual encara en queda la bassa natural.
L'any de construcció 1647 i possible ampliació l'any 1744 segons consta a les llindes.